# Fractus
Fractus är en molnart som förkortas fra. Moln av arten fractus består av molntrasor med sönderrivet utseende. Fractusmoln förändrar sig relativt snabbt. De är vanligen relativt små och förekommer ofta under en annan molnbas. De indikerar vind under molnbasen. Arten förekommer hos huvudmolnslagen cumulus och stratus. 

## Cumulus fractus
Förkortning Cu fra, tidigare kallad fractocumulus. Ser ut som ett sönderrivet cumulus.

## Stratus fractus

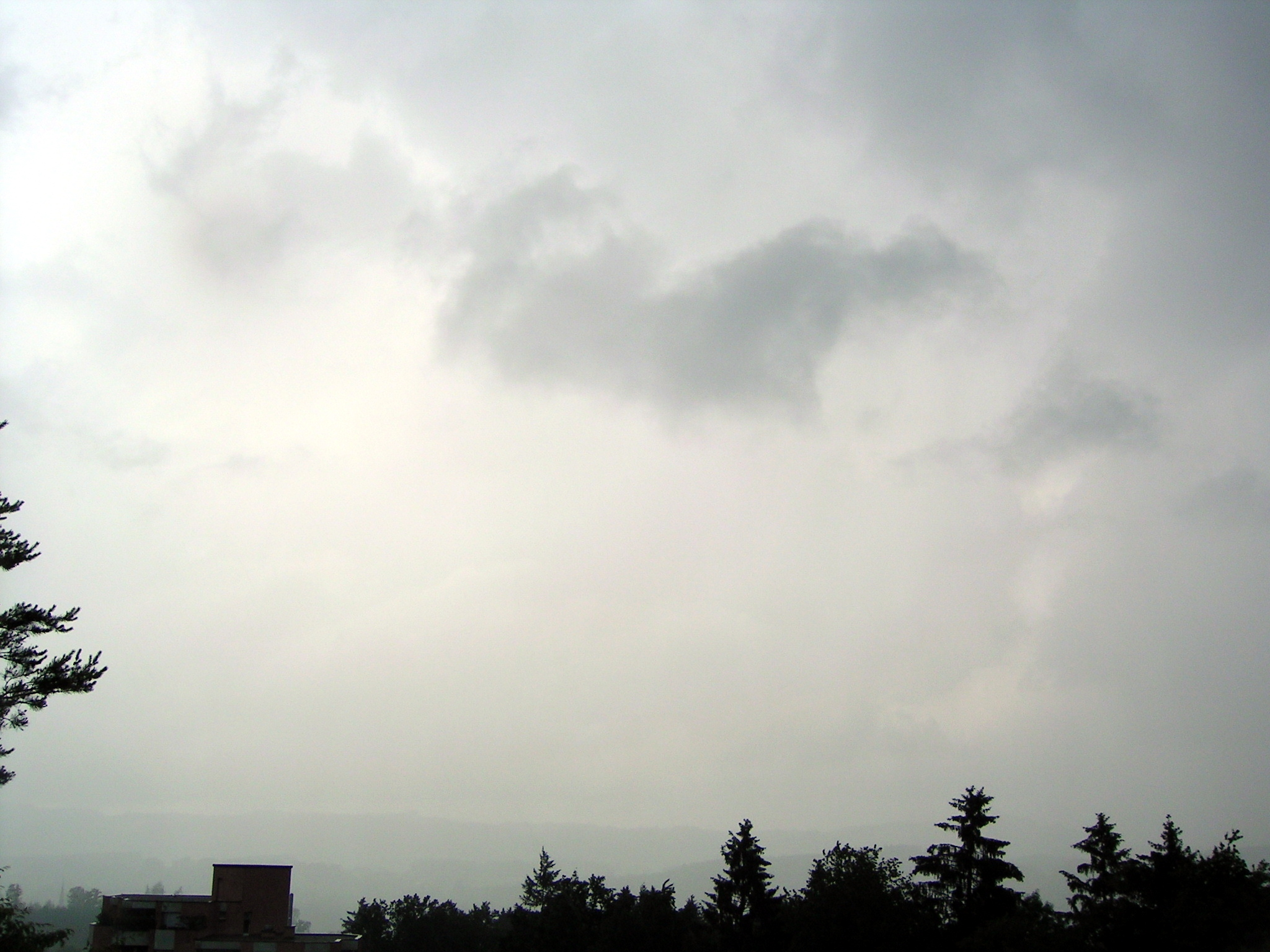
I övre halvan, mitt i bilden finns ett stratus fractus. I bakgrunden Nimbostratus pannus.

Förkortning St fra, tidigare kallad fractostratus. Stratus fractus har mindre vertikal utsträckning och är mörkare än cumulus fractus. Dessutom ser stratus fractus glesare ut än cumulus fractus.